# Pripjať (město)

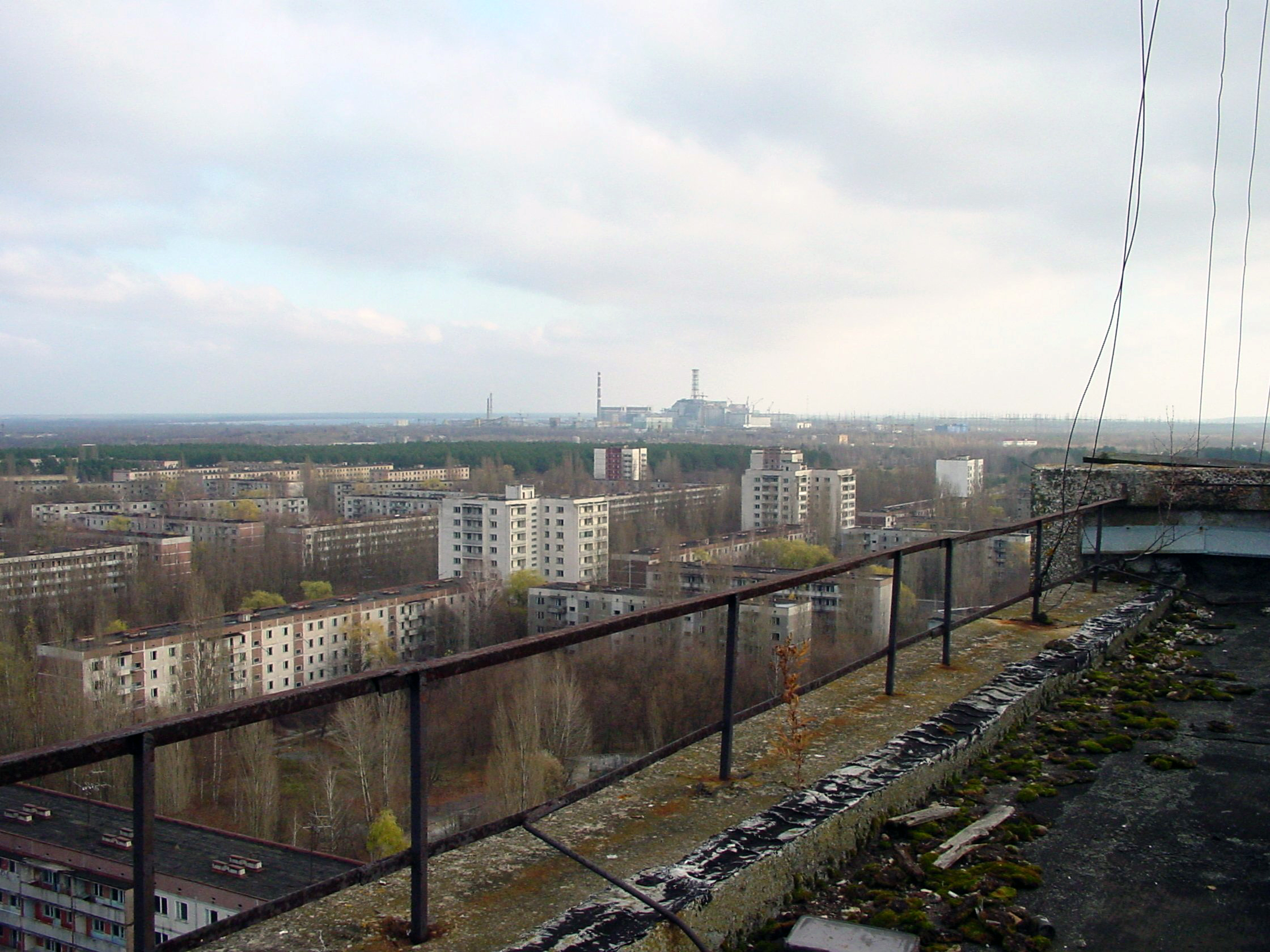
Pohled na jadernou elektrárnu Černobyl ze střechy domu v Pripjati

Pripjať (ukrajinsky При́п'ять, Prypjať, rusky При́пять, Pripjať) je opuštěné město v Polesí v Kyjevské oblasti na Ukrajině, na břehu řeky Pripjať, tři kilometry severozápadně od Černobylské jaderné elektrárny. Budování Pripjati oficiálně započalo 4. února 1970, město mělo sloužit jakožto sídliště pro přibližně 50 000 lidí, převážně pracovníků elektrárny a jejich rodin. Statut města získala Pripjať v roce 1979 na základě nařízení Vrchního sovětu Ukrajinské SSR № 1264/686. Dne 27. dubna 1986, den po havárii jaderné elektrárny, byla celá Pripjať evakuována. Opuštěné město se nachází uvnitř uzavřené zóny.
Jednalo se o „město mladých“ – pracovníků jaderné elektrárny, věkový průměr obyvatel nedosahoval ani 30 let. Šlo převážně o technické inženýry a jaderné vědce pro novou elektrárnu, kteří sem přišli kvůli vyšším platům a rychlejší možnosti získat vlastní byt i auto, než bylo tehdy obvyklé.
Podle posledního sčítání lidu provedeného před evakuací činila v listopadu 1985 populace města 47 500 obyvatel, přičemž mezi ně patřilo více než 25 národností. Roční populační růst činil v té době více než 1500 lidí, z toho asi 800 tvořili novorozenci. Většina názvů ulic se nesla v sovětském socialistickém ideologickém duchu, např. Leninova třída, ul. Družby národů, ul. Stalingradských hrdinů, k vidění zde byly však i ul. Nábřežní, třída Budovatelů, ul. Nadšenců nebo například Kurčatova ul. či ul. seržanta Lazareva.
Jednalo se o první ukrajinské a zároveň deváté sovětské atomové město (typ uzavřeného města).

## Jaderná havárie v Černobylu
Po výbuchu jaderné elektrárny Černobyl, ke kterému došlo v sobotu v noci 26. dubna 1986, začala evakuace celého města, která trvala od odpoledních hodin 27. dubna několik dalších dní. Byly odstaveny dodávky plynu, vody, dálkové vytápění a elektřina. Pripjatí začaly projíždět speciální milicionářské jednotky dohlížející na kolony autobusů a nákladních aut odvážejících obyvatelstvo města. Evakuace měla podle prvních plánů trvat nejdéle tři dny, vláda SSSR a městské zastupitelstvo však obyvatelům zatajily skutečný stav a evakuace de facto trvá dodnes. Řada obyvatel města zemřela na nemoci z ozáření, ostatní byli přestěhováni zejména do Kyjeva a Slavutyče – nového města vybudovaného až po tragédii, v Černihivské oblasti, asi 50 km na východ od Pripjati.
Obyvatelé při evakuaci dostali pokyn vzít si pouze nejzákladnější věci, například doklady a malou zásobu potravin, ostatní věci tedy zůstaly ležet ladem v budovách tak, jak byly při evakuaci ponechány. Po evakuaci bylo zaznamenáno několik případů krádeží a vloupání, načež mezi vládními organizacemi panovaly obavy, že by odvážení kontaminovaných věcí mimo město mohlo způsobit nekontrolované šíření onemocnění v populaci. Do města v reakci na to byly vyslány skupiny vojáků, které dostaly za úkol nejdříve odstranit ze všech domácností a obchodů všechny potraviny, posléze se vrátily zpět, aby odstranily i nábytek a osobní věci obyvatel. Ve městě tak zůstaly na svém původním místě pouze nepotravinářské produkty vystavené ve výlohách obchodů a vybavení škol, technické vybavení jako automaty na nápoje, a dodnes je dominantou města opuštěné velké ruské kolo.

## Současnost
Dnes je Pripjať „město duchů“ – mrtvá a neobydlená zóna, technický stav značné části domů i občanského vybavení začíná být velmi špatný. Roku 2005 například došlo vlivem povětrnostních podmínek a prosakující vody k částečnému zhroucení budovy bývalé 1. základní školy. Zóna je dnes chráněna vojáky, kteří mají zabránit rabování, které se v ní začalo po havárii objevovat. Všechny dveře jsou otevřené, aby se snížilo riziko pro návštěvníky.
Okolí města je stále silně zamořené, v dnešní době především cesiem, a bude muset uplynout nejméně 22 000 let od havárie, než dojde k poklesu radioaktivity na úroveň, která je pro lidský organismus únosná. Samotná Pripjať není příliš kontaminovaná, mimo jiné protože po havárii byla provedena dekontaminace, včetně výměny 20 cm ornice v městských zelených plochách. Byl předpoklad, že se do města lidé vrátí. Na některých místech se dá zdržovat určitý čas, záleží na velikosti zamoření. Na silnici a podobných zpevněných plochách se téměř žádná vrstva radioaktivních látek škodících zdraví nenachází, naopak vysoce radioaktivní jsou zelená místa, kde nešlo provést výměnu ornice technikou. V blízkosti jaderné elektrárny Černobyl hladina kontaminace stoupá. V samotných domech, kde se tolik neprojevují povětrnostní podmínky, je však situace o několik stupňů horší než na zpevněných plochách.[zdroj?]
Pokud zamoření ustoupí, bude možné například zbytky města zbourat a postavit město nové. Problém potenciální obnovy města samotného je dnes více ekonomický než v důsledku zamoření. Není důvodné předpokládat, že by desetitisíce lidí našly v rozumné vzdálenosti uplatnění. V posledních letech sílí snahy o přeměnu tohoto města na skanzen – věčnou výstrahu před lidskou nezodpovědností a neúctou k přírodním zákonům.[zdroj?]

## Infrastruktura a statistiky

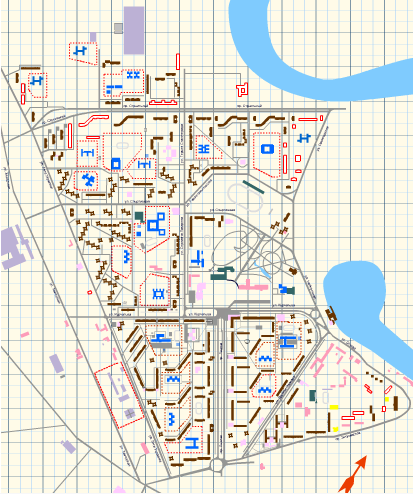
Plán města

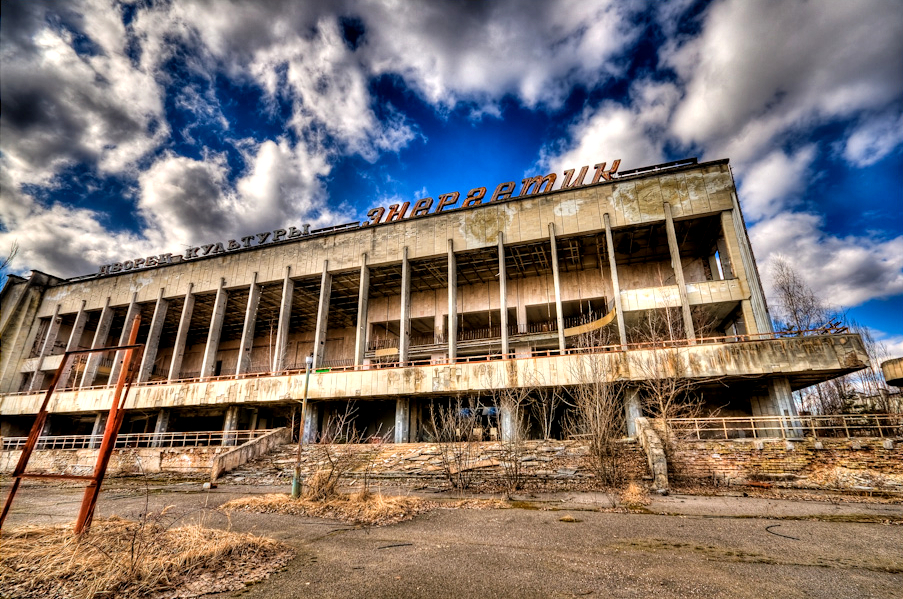
Fotografie někdejšího pripjaťského Paláce kultury "Energetik"(stav k roku 2009)

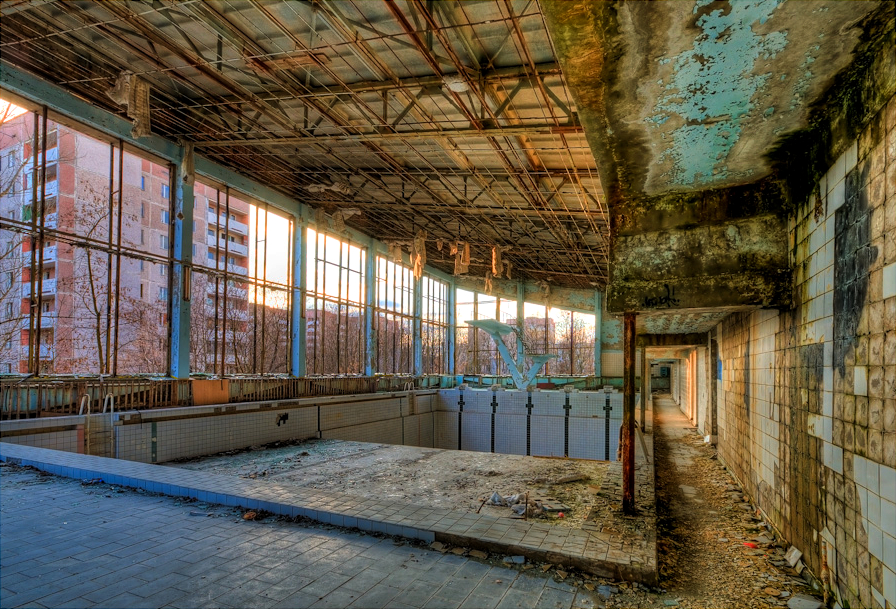
Interiér pripjaťského plaveckého bazénu Lazurnyj

Statistika platná do dne evakuace města ze dne 27. dubna 1986
- Obyvatelstvo: Počet obyvatel Pripjati před nehodou v černobylské jaderné elektrárně ze dne 26. dubna 1986 činil 49,4 tisíc s průměrným věkem 26 let. Celková zastavěná plocha – 658 700 m², z toho 160 adres se 13 414 byty, 18 ubytoven s 7621 lůžky, 8 rodinných domů a domů hotelového typu s kapacitou 1206 osob. Poznámka: 9 bytových domů (324 bytů) bylo vyhrazeno pro svobodné zaměstnance.
- Vzdělávací systém: Mateřské školy – 15 pro 4980 dětí, základní školy – 5 s kapacitou 6786 studentů, jedno odborné technické učiliště s kapacitou 600 studentů a základní umělecká škola.
- Zdravotnická péče: 1 nemocnice s kapacitou 410 osob, dále 3 kliniky.
- Komerční zařízení: 25 maloobchodů a obchodních domů; občerstvovací zařízení sestávala ze 27 kaváren či restaurací s celkovou kapacitou 5535 osob; k uskladnění zboží sloužilo 10 skladišť s celkovou kapacitou 4430 tun zboží.
- Kultura: Palác kultury a polyfunkční kinosál.
- Sport: 10 tělocvičen, 3 kryté bazény, 10 střelnic a 2 sportovní stadiony.
- Rekreace: 1 veřejný park, 35 dětských hřišť.
- Průmysl: 4 továrny s celkovým ročním obratem 477 000 000 rublů.
- Dopravní obsluha: Pripjaťský říční nákladní přístav, železniční nádraží Janov, 167 městských autobusů, dále pak byl zaměstnancům JE Černobyl k dispozici podnikový vozový park.
- Telekomunikace: Ve městě bylo registrováno 2926 soukromých telefonních linek obsluhovaných Pripjaťskou telefonní společností, dalších 1950 služebních linek vlastnily společně JE Černobyl a městský odbor architektury a územního rozvoje.

## Pripjať v kultuře
- Prostředí tohoto města bylo použito ve hře Counter-Strike: Global Offensive, Warface, Call of Duty 4, Call of Duty: Modern Warfare 2 a Call of Duty: Modern Warfare 3, můžeme vidět Hotel Polesí, Sportovní centrum, velké ruské kolo, mnoho bytů a okolí města včetně kostela a přilehlých domů.
- Prostředí tohoto města bylo použito také ve hrách S.T.A.L.K.E.R.: Call of Pripyat, S.T.A.L.K.E.R.: Shadow of Chernobyl a S.T.A.L.K.E.R. 2: Heart of Chornobyl, a to včetně: Paláce kultury, polyfunkčního kinosálu, velkého ruského kola, železničního nádraží Janov, továrny Jupiter, kina Promjetej a dalších.
- Prostředí města a elektrárny bylo též použito v DLC hry Spintires.[5]
- Dále bylo prostředí tohoto města použito i v modifikaci do počítačové hry Battlefield 2 zvané Point of Existence 2. Můžeme zde vidět ruské kolo, hotel Polesí, Sportovní centrum, Palác kultury a mnoho dalšího.
- V roce 2021 vznikla modifikace města Pripjať a jeho okolí včetně města Černobyl do české počítačové survival hry DayZ, tato propracovaná modifikace byla vytvořena herní komunitou.
- Pro televizní seriál Černobyl (2019) byly scény z Pripjati natáčeny v litevském Vilniusu.

## Osobnosti
Toto je výčet významných osob narozených v Pripjati:
- Vjačeslav Nikolajevič Vorona (1981–2014) – aktivista, hráč baseballu, v roce 2014 mu byl udělen posmrtně titul Hrdina Ukrajiny.
- Maxim Viktorovič Mikitas (* 13. září 1980) – ukrajinský podnikatel, politik, člen nejvyšší rady Ukrajiny, bývalý prezident Ukrajinské státní stavební společnosti.
- Igor Ivanovič Umanskij (* 9. ledna 1975) – ukrajinský ekonom, v letech 2009 a 2010 ministr financí Ukrajiny, v roce 2020 člen Rady národní bezpečnosti a obrany Ukrajiny.
- Olga Zakrevskaja (* 11. dubna 1986) – fotografka, autorka sbírky fotografií původních obyvatel Pripjatě.

## Galerie

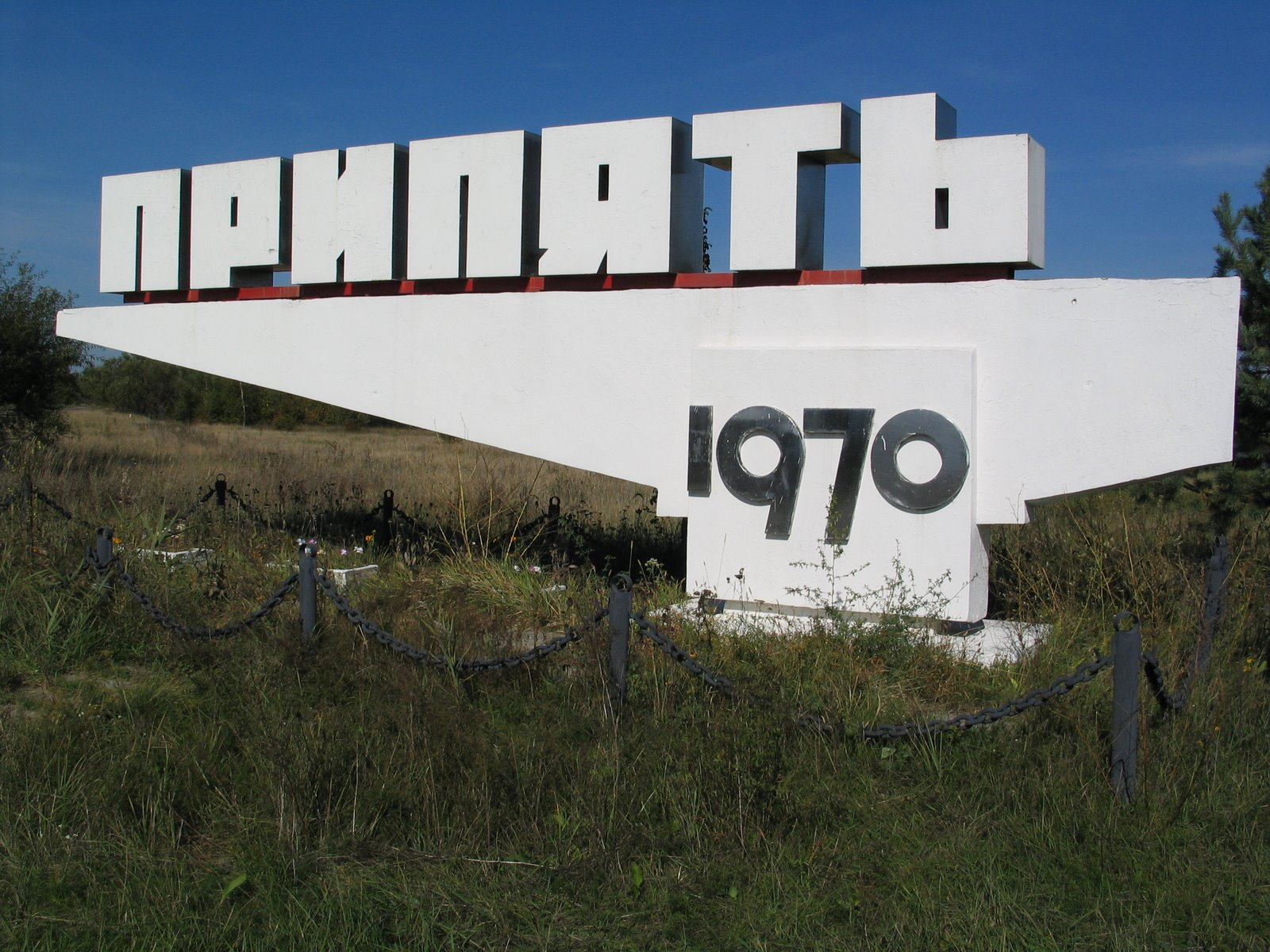
Vjezdový nápis označující město
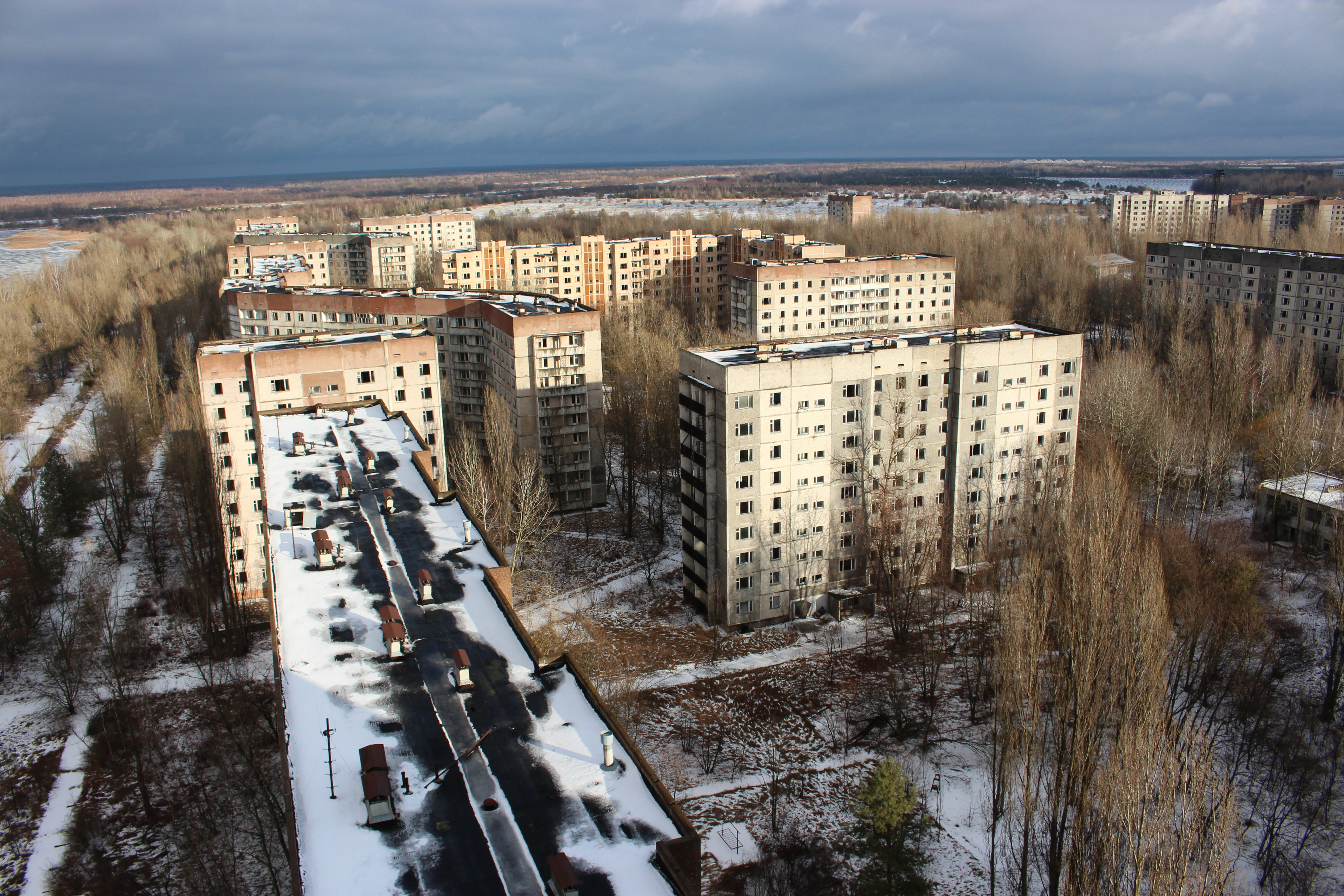
Pripjať v zimě
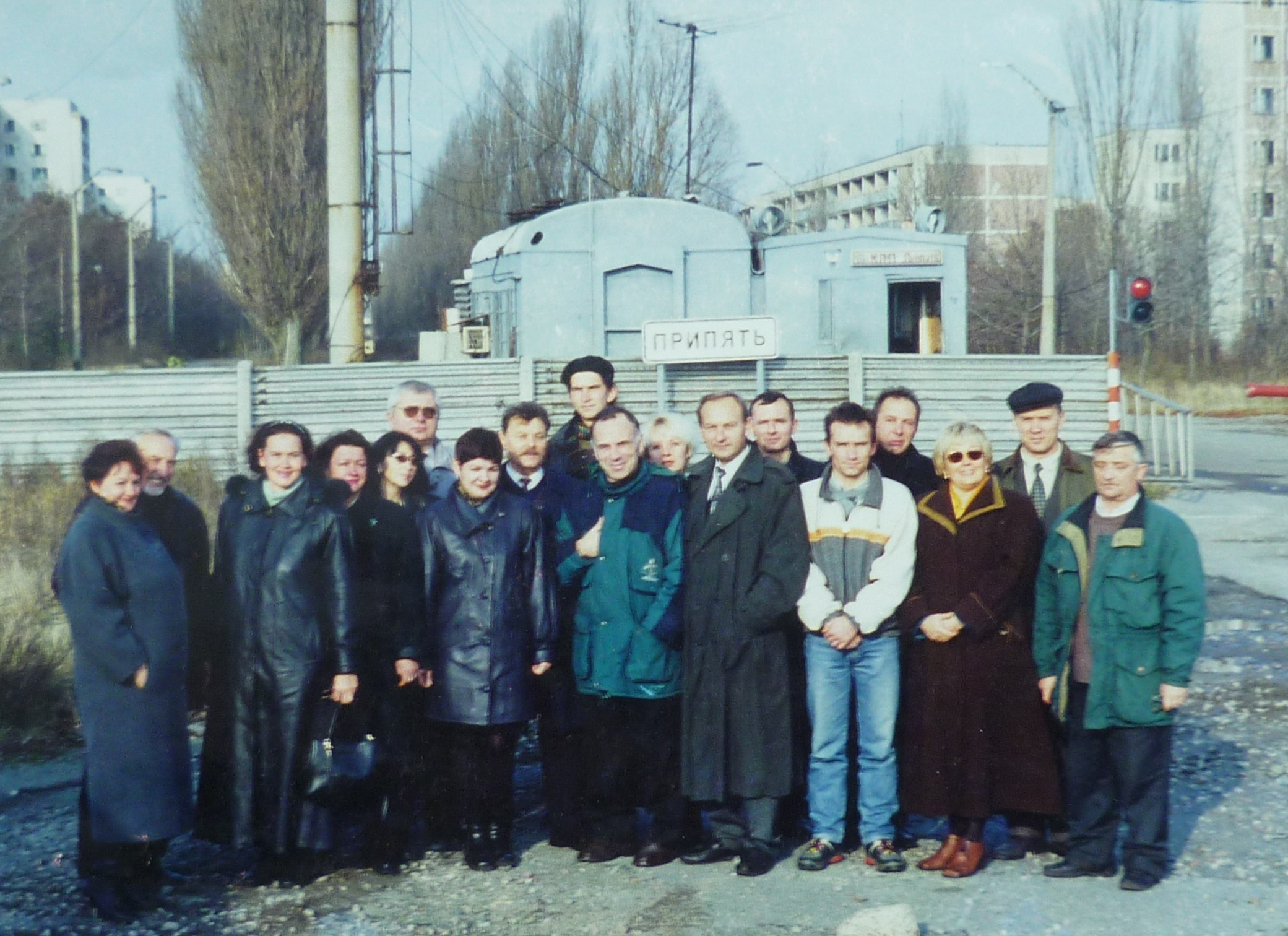
Zaměstnanci Černobylské JE u vjezdu do Pripjati, rok 2000
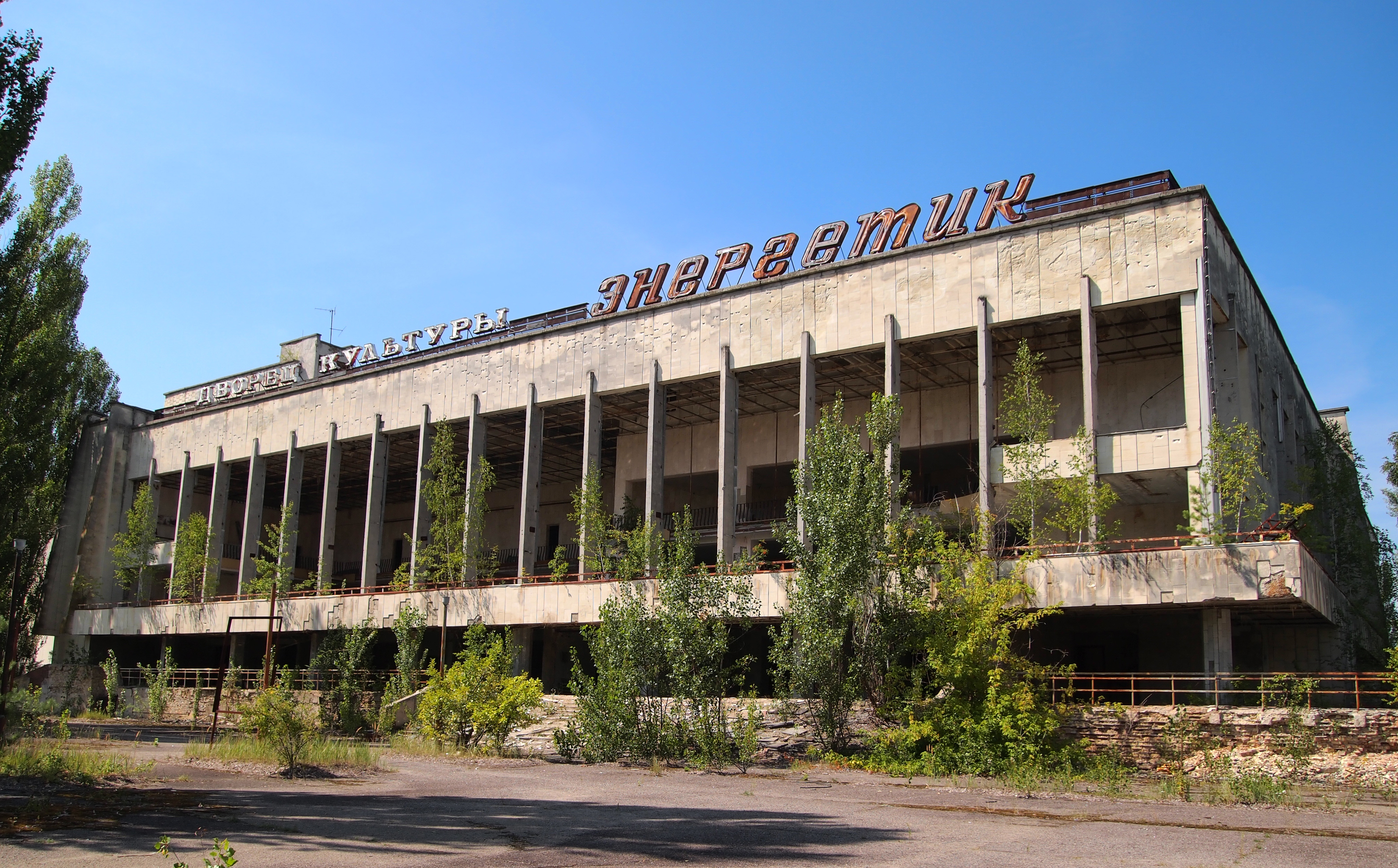
Palác kultury Energetik
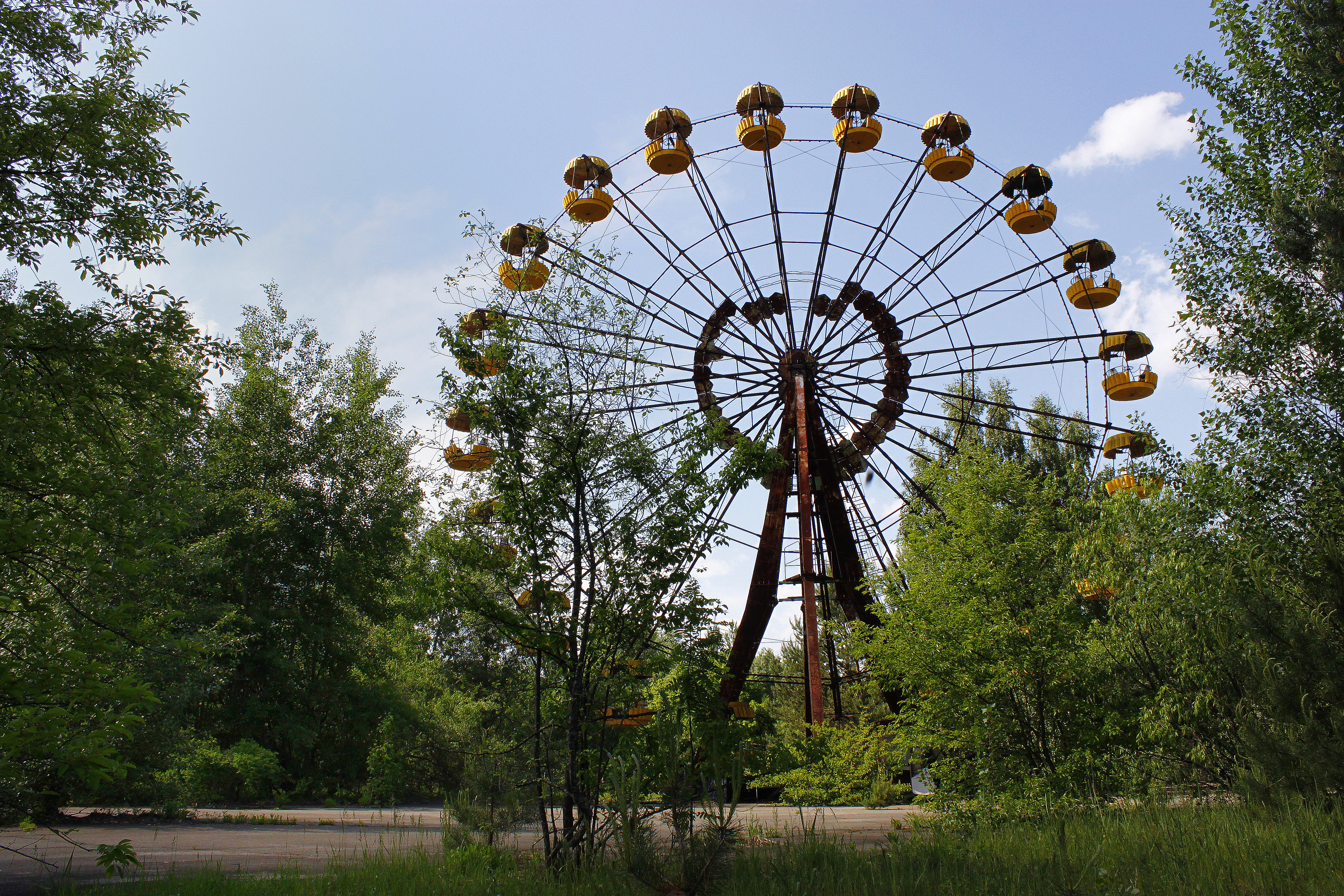
Ruské kolo v zábavním parku za palácem kultury Energetik
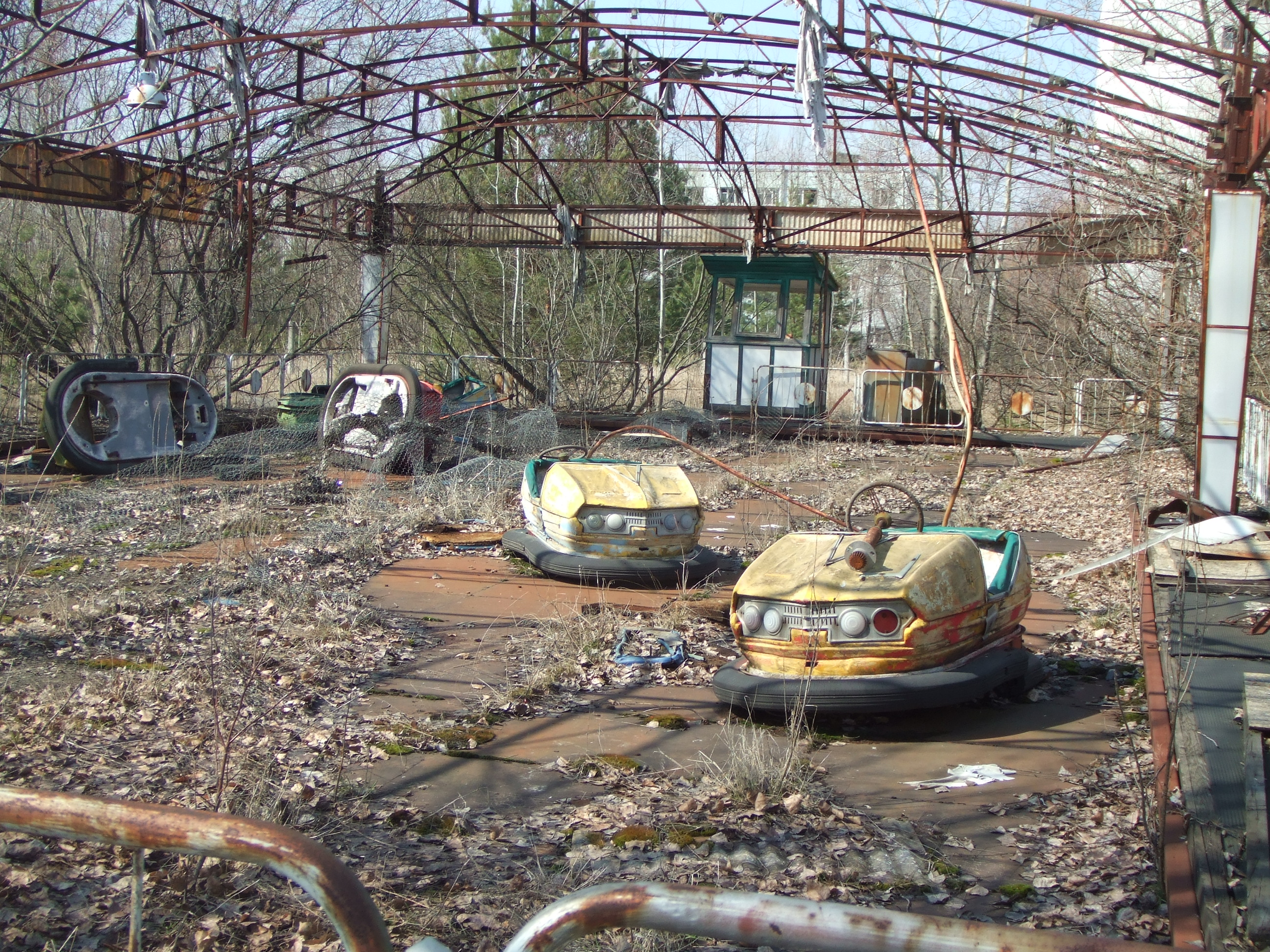
Autodrom v zábavním parku
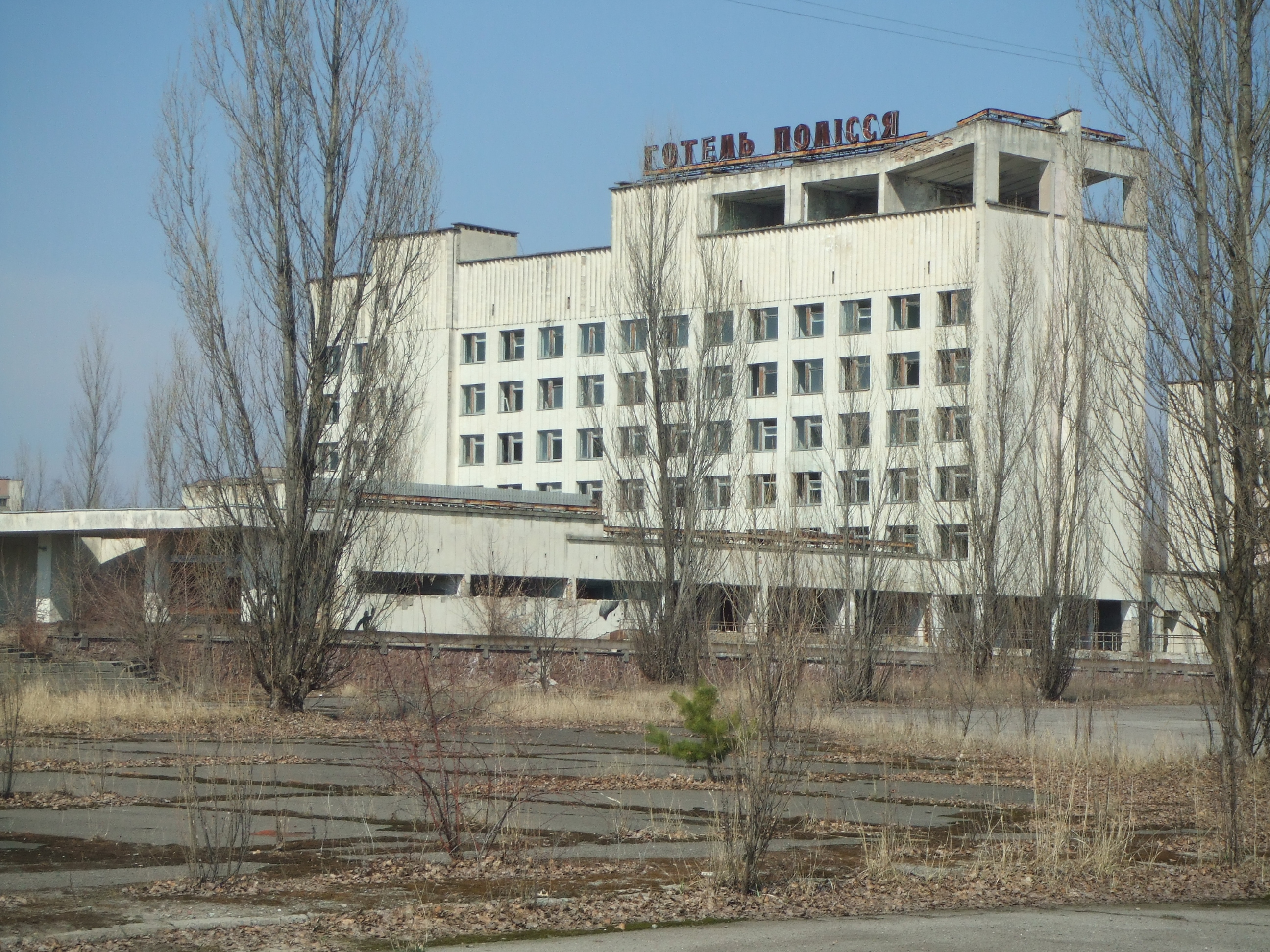
Hotel Polesí
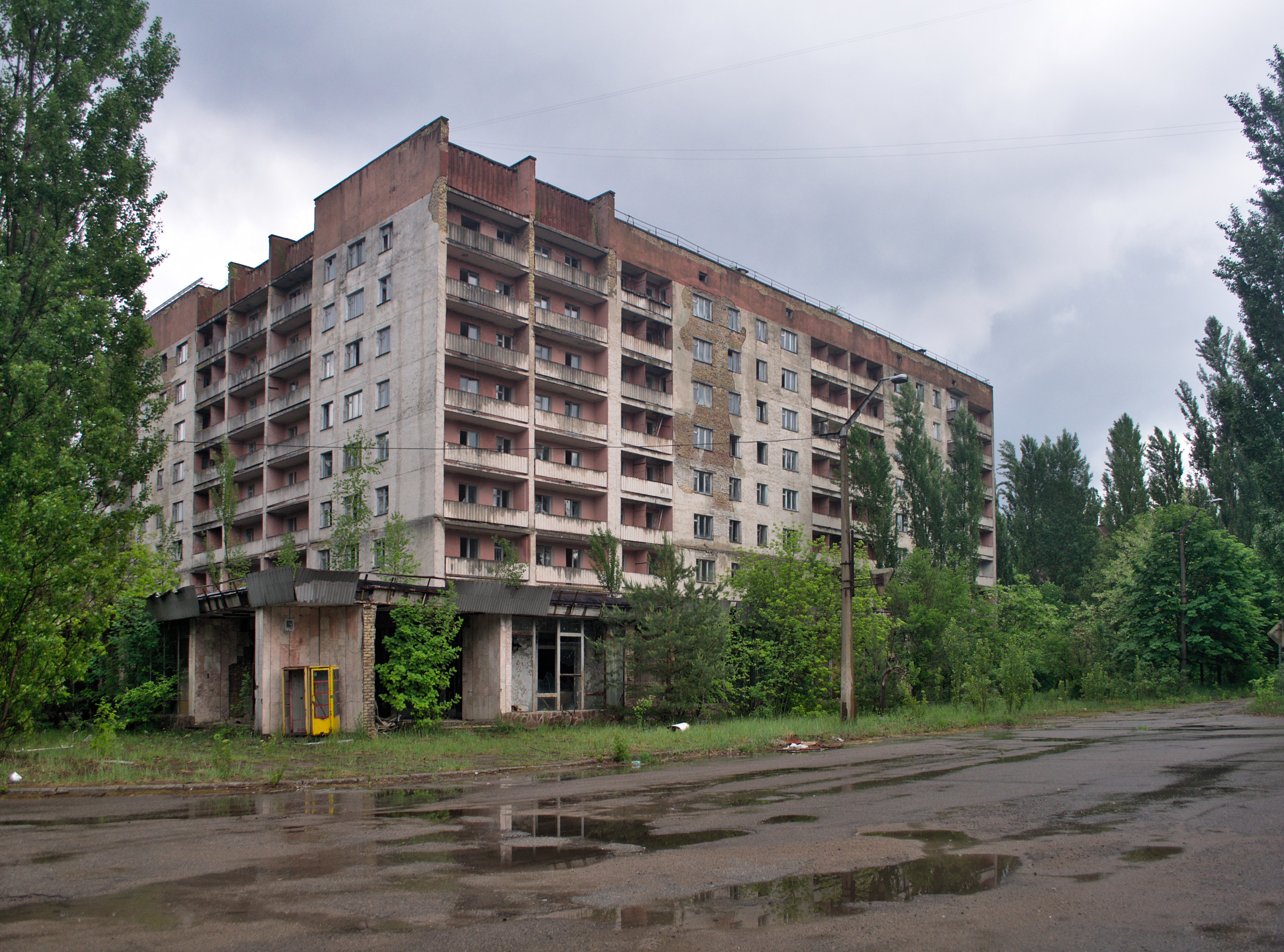
Obytný dům na křižovatce Leninovy třídy a Kurčatovy ulice
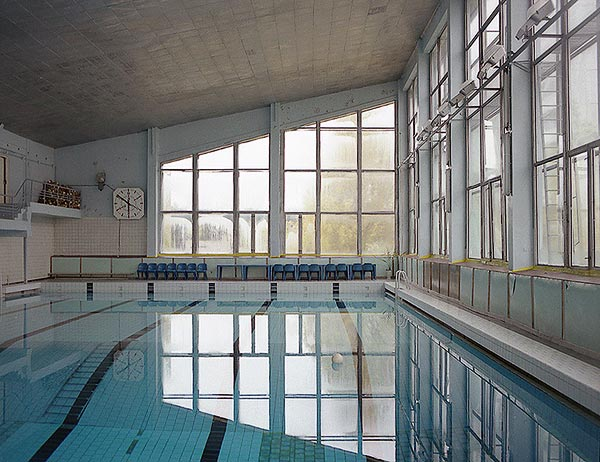
Plavecký bazén Lazurnyj, říjen 1996
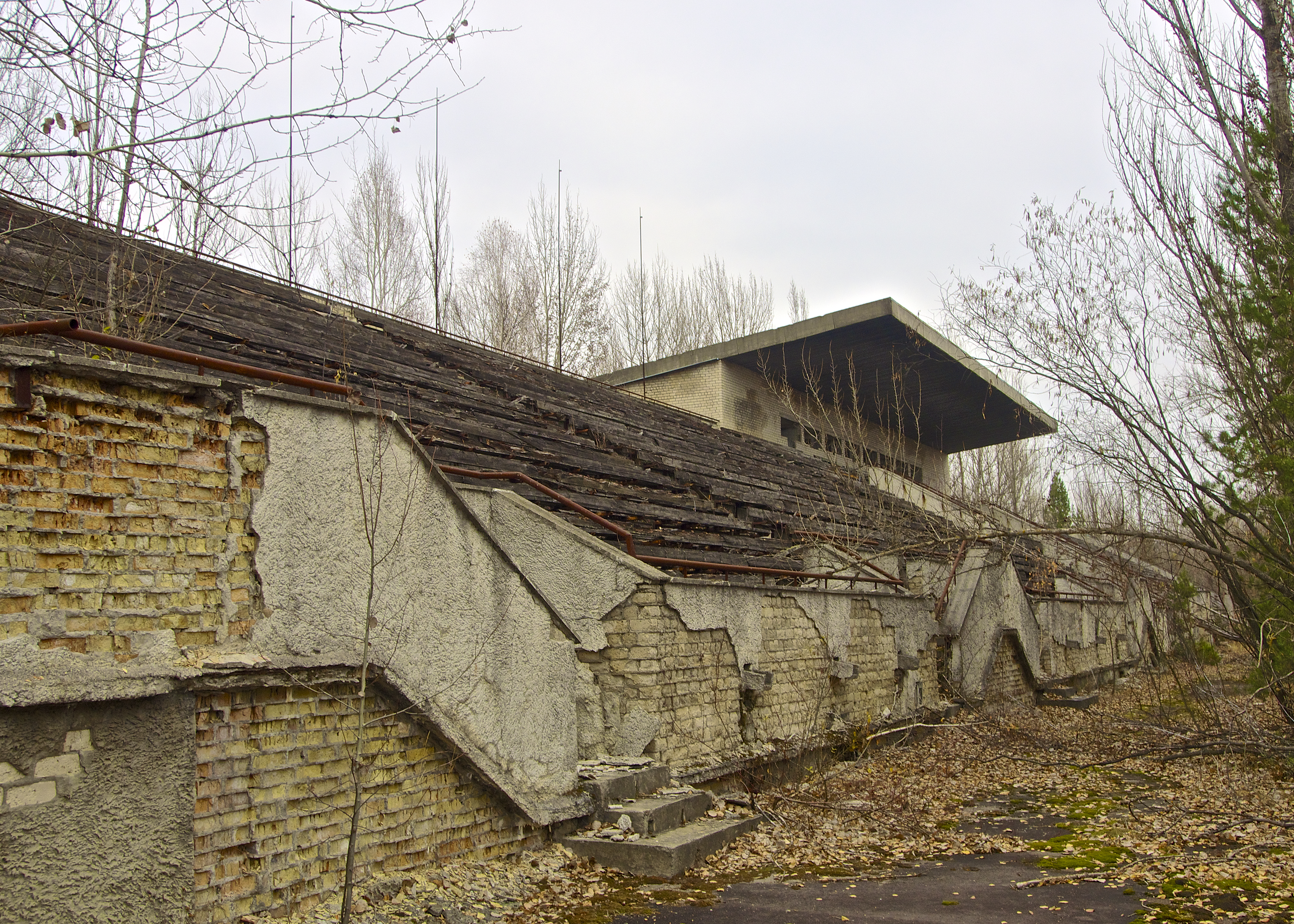
Tribuny fotbalového stadionu Avanhard
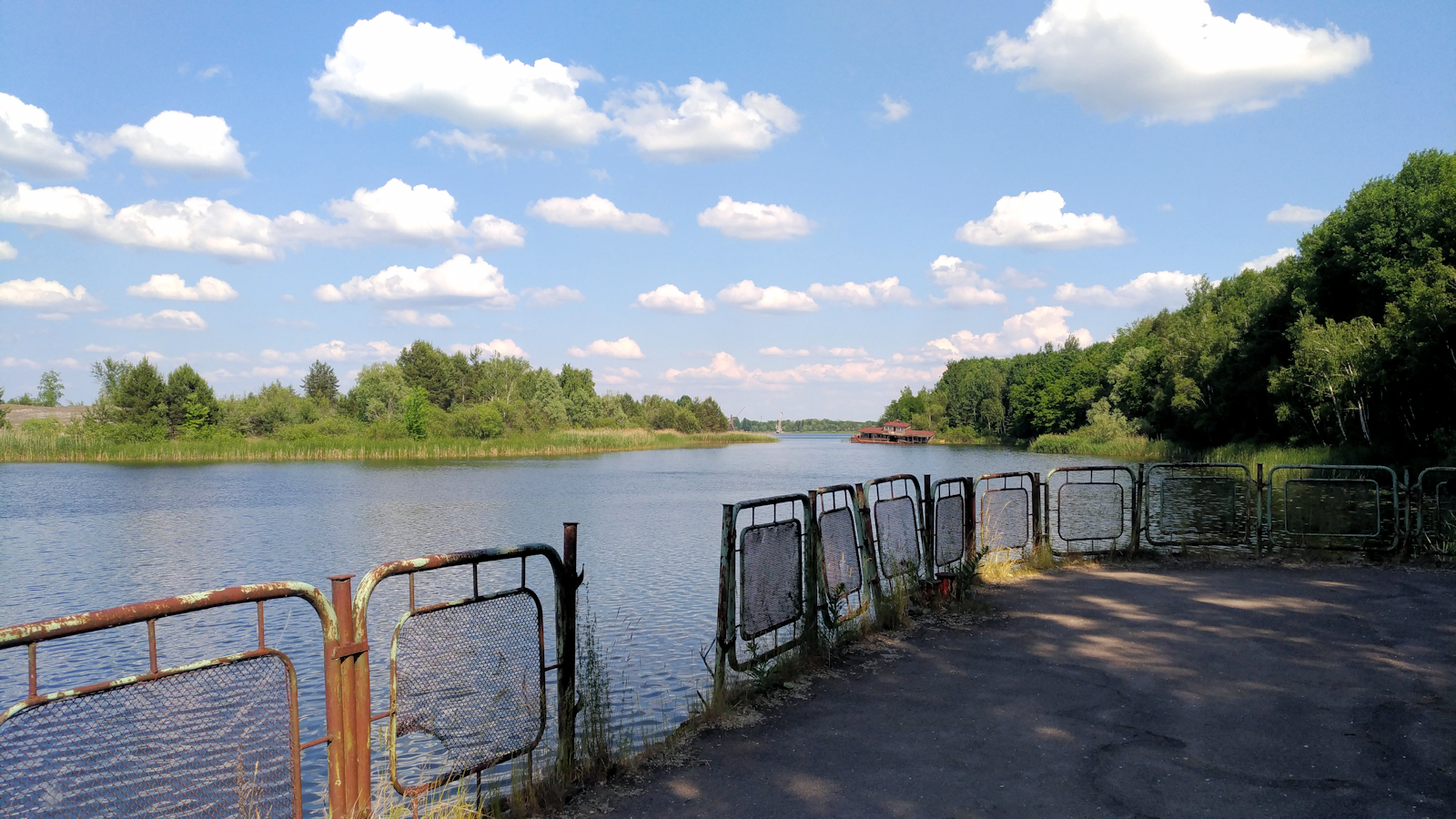
Molo na řece Pripjať, rok 2019
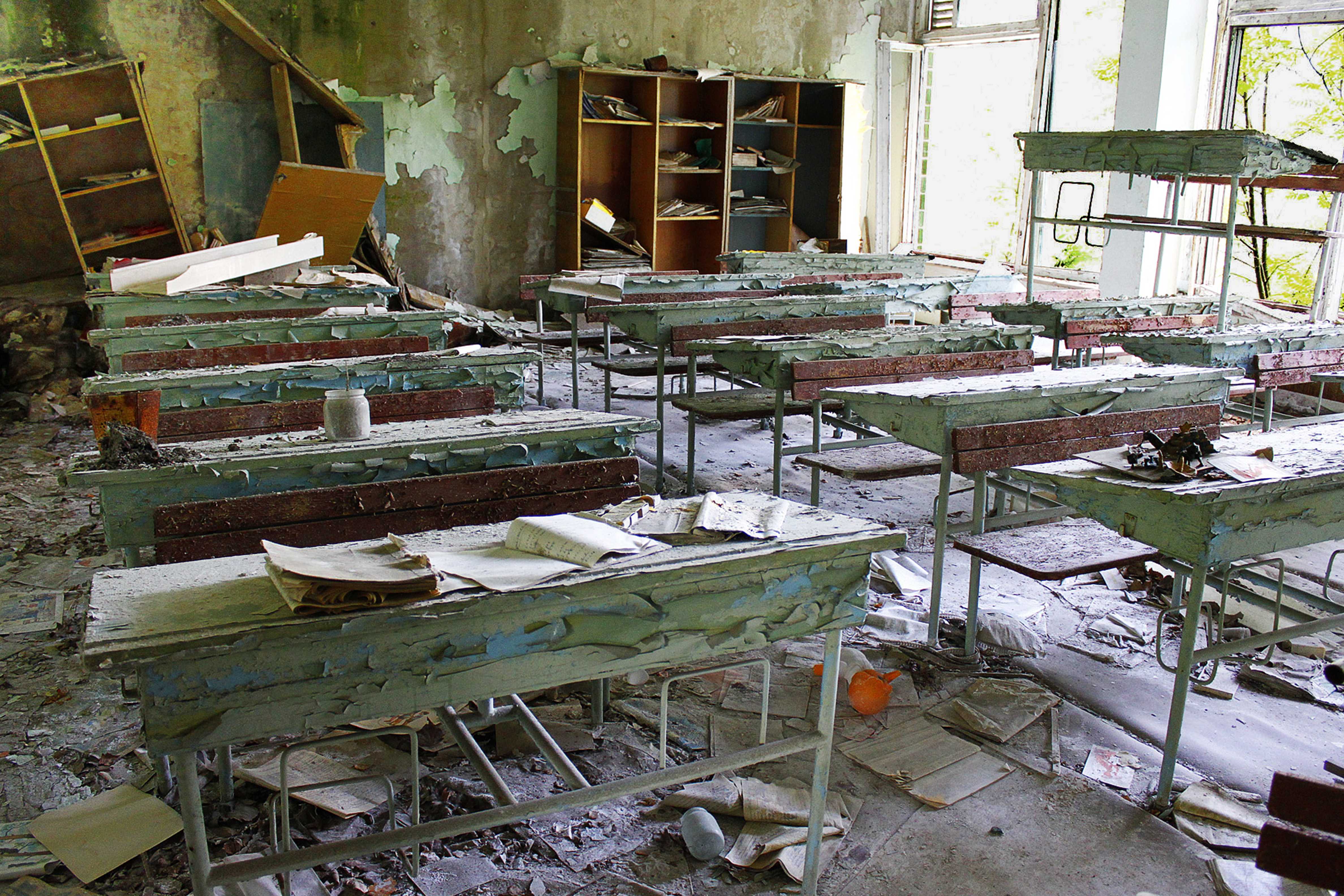
Třída v opuštěné škole
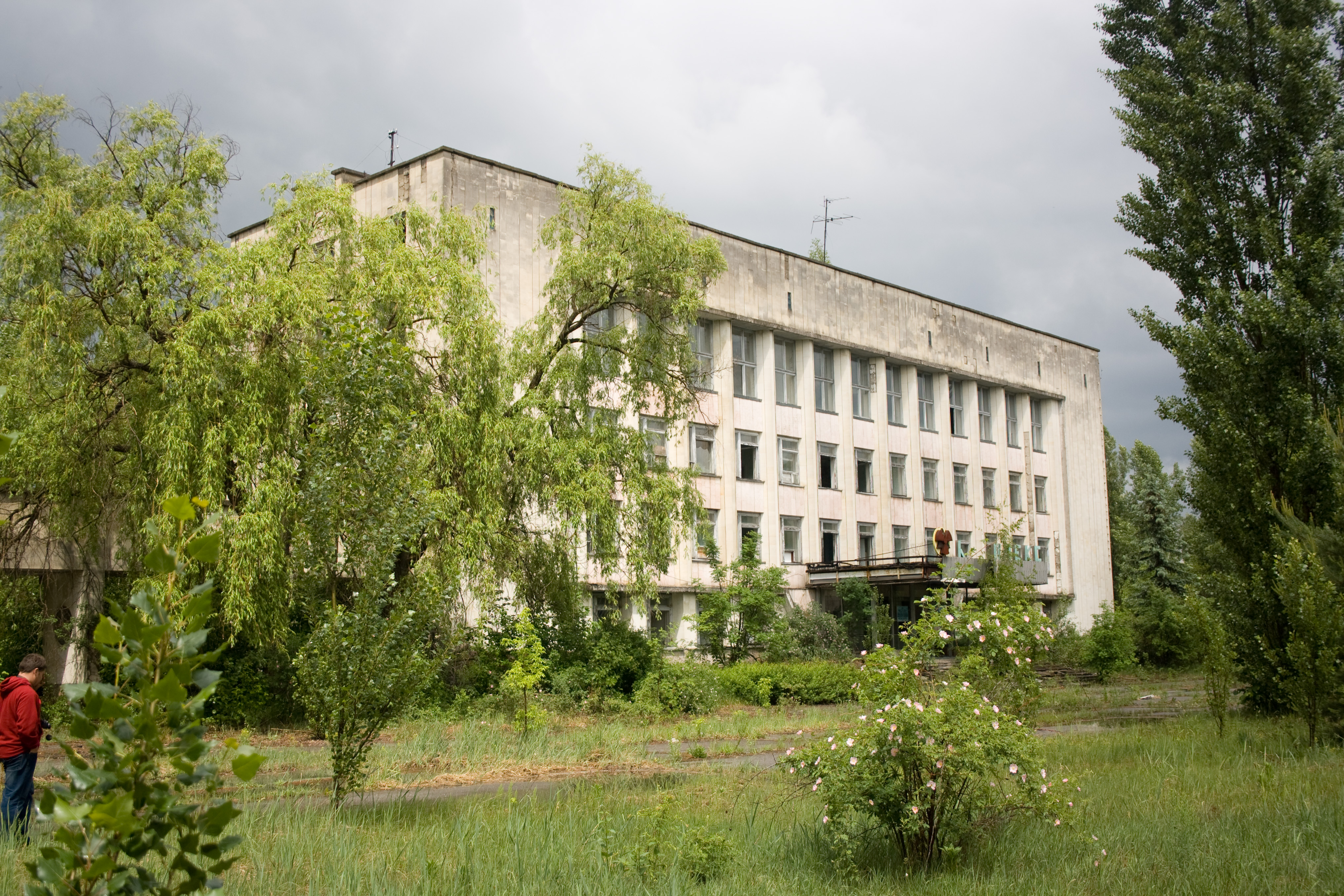
Městský úřad v Pripjati
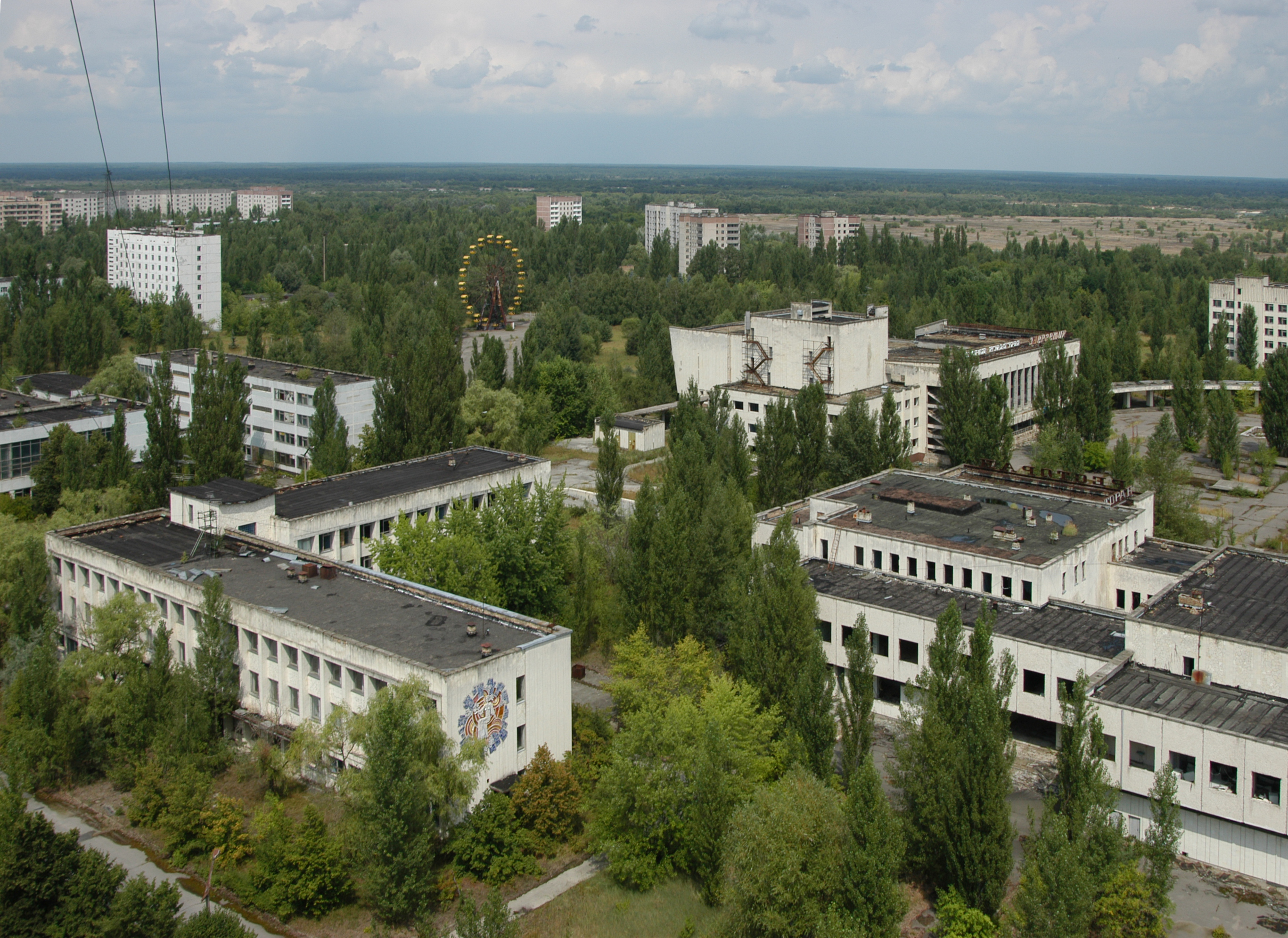
Panorama centra Pripjati